# Площадь Ленина (Ишимбай)
Площадь им. В. И. Ленина — вторая площадь города Ишимбая, находящаяся на проспекте Ленина. На территории площади проводятся соревнования и сельскохозяйственные ярмарки, зимой устанавливают новогодний городок с главной ёлкой. На площади расположены памятник В. И. Ленину, стадион «Нефтяник», Дворец культуры нефтяников имени С. М. Кирова, Мемориальный комплекс «Аллея Героев» с Вечным огнём.